# SN 2010bk
SN 2010bk – supernowa typu II-P odkryta 4 kwietnia 2010 roku w galaktyce NGC 4433. W momencie odkrycia miała maksymalną jasność 17,60m.